# EO2
EO2 es un grupo musical de danza Cantopop de Hong Kong. El nombre proviene de sus 4 integrantes, con 2 Empezando con "E" y 2 Empezando con "O". Sus integrantes son Eric Tse (谢凯荣), Eddie Pang (彭怀安), Osman Hung (洪智杰) y Otto Wong (王志安).
Hung protagonizó en una película en Hong Kong titulada "Permanent Residence", donde interpretó a "Windson ', uno de los dos personajes principales.

## Discografía
- EO2 Hangover
- Stand 4
- 004
- I know (我知道)
- Ladies' Nite

## TVB Series
- Super Trio Series

## Películas
- New Option 2 - Undercover
- New Option 3 - Assault Team
- New Option 5 - Savior
- New Option 7 - Syndicate

- Datos: Q5323779